# Sevid
Sevid is een plaats in de gemeente Marina in de Kroatische provincie Split-Dalmatië. De plaats telt 1.085 inwoners (2001).